# Satz von Krein-Šmulian
Der Satz von Krein-Šmulian, benannt nach Mark Grigorjewitsch Krein und Witold Lwowitsch Šmulian, ist ein mathematischer Satz aus der Funktionalanalysis, der ein Kriterium für die Abgeschlossenheit einer konvexen Menge bezüglich der schwach-*-Topologie darstellt.

## Formulierung des Satzes
Ist {\displaystyle E} ein Banachraum, so sei {\displaystyle E_{r}'} die abgeschlossene
{\displaystyle r}-Kugel im Dualraum von {\displaystyle E}, wobei {\displaystyle r>0} sei. Diese ist nach dem Satz von Banach-Alaoglu bezüglich der schwach-*-Topologie kompakt und daher abgeschlossen. Ist also {\displaystyle M\subset E'} eine schwach-*-abgeschlossene Teilmenge, so sind auch die Mengen {\displaystyle M\cap E_{r}',\,r>0} schwach-*-abgeschlossen. Der hier zu besprechende Satz sagt aus, dass für konvexe Mengen {\displaystyle M} auch die Umkehrung gilt:
- Satz von Krein-Šmulian: Seien {\displaystyle E} ein Banachraum und {\displaystyle M\subset E'} eine konvexe Menge. Wenn {\displaystyle M\cap E_{r}'} für jedes {\displaystyle r>0} schwach-*-abgeschlossen ist, dann ist auch {\displaystyle M} schwach-*-abgeschlossen.

## Bemerkungen

### Ein Beispiel
Wie das folgende Beispiel zeigt, ist die Aussage des Satzes von Krein-Šmulian falsch, wenn {\displaystyle M} nicht konvex ist. Dazu seien {\displaystyle F_{n}\subset E^{'}} {\displaystyle n}-dimensionale Teilräume mit {\displaystyle F_{1}\subset F_{2}\subset F_{3}\subset \ldots } und {\displaystyle S_{n}:=\{f\in F_{n};\|f\|=n\}} sei die Kugelfläche mit Radius {\displaystyle n} in {\displaystyle F_{n}}. Da diese Kugelflächen kompakt sind, gibt es ein endliches 1/n-Netz {\displaystyle M_{n}\subset S_{n}}. Setze {\displaystyle M=M_{1}\cup M_{2}\cup M_{3}\cup \ldots .}.
Dann ist {\displaystyle M\cap E_{r}'} für jedes {\displaystyle r>0} endlich und daher schwach-*-abgeschlossen. {\displaystyle M} selbst ist aber nicht  schwach-*-abgeschlossen, denn 0 liegt im  schwach-*-Abschluss von {\displaystyle M}. Dazu ist zu zeigen, dass jede Menge der Form {\displaystyle U=\{f\in E\,';|f(x_{1})|<\epsilon ,\ldots |f(x_{m})|<\epsilon \}}, wobei {\displaystyle x_{1},\ldots ,x_{m}\in E} und {\displaystyle \epsilon >0}, ein Element aus {\displaystyle M} enthält. Wähle dazu {\displaystyle n} so groß, dass {\displaystyle \max _{i=1,\ldots m}\|x_{i}\|<n\epsilon } und {\displaystyle n>m}. Wegen letzterem gibt es aus Dimensionsgründen ein {\displaystyle g\in S_{n}} mit {\displaystyle g(x_{1})=\ldots =g(x_{m})=0}. Wähle nun ein {\displaystyle f\in M_{n}} mit {\displaystyle \|f-g\|<1/n}. Dann ist {\displaystyle f\in M\cap U}, denn {\displaystyle |f(x_{i})|=|f(x_{i})-g(x_{i})|\leq \|f-g\|\cdot \|x_{i}\|<\epsilon } für alle {\displaystyle i=1,\ldots ,m}.

### Die bw*-Topologie
Man erkläre eine Menge {\displaystyle M\subset E'} als abgeschlossen, wenn der Durchschnitt {\displaystyle M\cap E_{r}'} für jedes {\displaystyle r>0} schwach-*-abgeschlossen ist. Leicht überlegt man sich, dass dadurch eine Topologie, die sogenannte bw*-Topologie, definiert ist. Wie obiges Beispiel zeigt, ist diese Topologie im Falle unendlich-dimensionaler Banachräume echt feiner als die schwach-*-Topologie. Der Satz von Krein-Šmulian kann nun wie folgt umformuliert werden:
- Seien {\displaystyle E} ein Banachraum und {\displaystyle M\subset E'} eine konvexe Menge. Dann stimmen der schwach-*-Abschluss und der bw*-Abschluss von {\displaystyle M} überein.

## Satz von Banach-Dieudonné
- Seien {\displaystyle E} ein Banachraum und {\displaystyle U\subset E'} ein Unterraum. {\displaystyle U} ist genau dann schwach-*-abgeschlossen, wenn {\displaystyle U\cap E_{1}^{'}} schwach-*-abgeschlossen ist.

Dieser nach Banach und Dieudonné benannte Satz ist wegen {\displaystyle U\cap E_{r}^{'}=r\cdot (U\cap E_{1}^{'})} offenbar ein Korollar zum Satz von Krein-Šmulian.